# Eddie Holman
Edward Lee "Eddie" Holman (født 3. juni 1946) er en amerikansk sanger.

## Diskografi
- I Love You (1970)
- A Night to Remember (1977)
- United (1985)
- Love Story (2007)
- Lovin' You (2018)

Opsamlingsalbum
- Eddie Holman And The Larks - Eddie's My Name (1993)
- This Can't Be True (2000)
- Hey There Lonely Girl (2014)
- Eddie Holman And The Larks – Sweet Memories (1989)